# Синявська волость (Сосницький повіт)
Синявська волость — історична адміністративно-територіальна одиниця Сосницького повіту Чернігівської губернії з центром у містечку Синявка.
Станом на 1885 рік складалася з 9 поселень, 8 сільських громад. Населення — 6735 осіб (3030 чоловічої статі та 3069 — жіночої), 1147 дворових господарств.
|                     | Площа, десятин | У тому числі орної, дес. |
| ------------------- | -------------- | ------------------------ |
| Сільських громад    | 7154           | 5709                     |
| Приватної власності | 4894           | 2913                     |
| Іншої власності     | —              | —                        |
| Загалом             | 12048          | 8622                     |

Поселення волості:
- Синявка — колишнє державне та власницьке містечко при річці Смоть за 37 верст від повітового міста, 2638 осіб, 417 дворів, 3 православні церкви, школа, 6 постоялих будинків, 4 лавки, базари по суботах, 2 щорічний ярмарки: троїцький і покровський.
- Городище — колишнє державне село при річках Коновалівка та Будище, 3013 осіб, 576 дворів, 2 православні церкви, 4 постоялих будинки.
- Низківка — колишнє власницьке державне та село при річках Коновалівка та Будище, 471 особа, 90 дворів, православна церква, постоялий будинок.

1899 року у волості налічувалось 10 сільських громад, населення зросло до 8180 осіб (4000 чоловічої статі та 4180 — жіночої).